# Llengua elamita
L'elamita era una llengua parlada a Elam i regions veïnes, fins fa poc coneguda només pels textos escrits en escriptura cuneïforme trobats a Susa i alguns altres llocs, i que daten d'entre el 2400 i el 300 aC. El nom d'elamita prové del que li donaven les llengües semítiques veïnes; l'endoglotònim no es coneix, però la llengua també és coneguda com a hatamti, per l'endocorònim, Hatamti.
Generalment l'elamita és considerat llengua sense filiació. Hom ha proposat de coordinar-lo amb les llengües dravídiques en una família elamo-dravídica (Ígor M. Diàkonov 1968, David McAlpin 1974), però aquesta hipòtesi manca de consens.
La història de l'elamita es divideix en quatre períodes: elamita antic, elamita mitjà, neoelamita i elamita tardà o aquemènida. Quasi tots els materials coneguts fins al 2020 són dels tres darrers períodes, en què la llengua va canviar bastant en la sintaxi; probablement, a més, n'hi havia diversos dialectes.
Al territori d'Elam es desenvoluparen sistemes d'escriptura més o menys alhora que a Sumer, i independentment; es compten, doncs, entre els més antics del món. El primer sistema, en ús vers 3300-2900 a.n.e., fou el protoelamita, encara sense desxifrar; tradicionalment hom el considerava una protoescriptura pictogràfica; François Desset, que hi treballa actualment, el creu barreja de sil·labogrames i logogrames, mentre que un altre especialista, Jacob L. Dahl, afirma que es tracta de mers pictogrames sense estandarditzar, que no representen cap llengua en concret. Cap a 2300-1880 a.n.e. s'hi usà l'escriptura coneguda com a elamita lineal, probablement derivació de l'anterior; ha estat desxifrat força recentment, el 2020, per François Desset i el seu equip. Sorprenentment, ha resultat ésser un alfasil·labari; la primera escriptura fonètica de la història mundial, de fet. La llengua transcrita és, efectivament, l'elamita, contra la suposició inicial del mateix Desset, i contra els dubtes que havien expressat molts altres especialistes.
L'escriptura cuneïforme, menys adient per a la morfofonologia de l'elamita, s'hi adoptà pels volts del 2250 a.n.e., en una versió específica. Emperò, en aquesta època la principal llengua administrativa d'Elam era l'accadi; a partir dels volts de 1300 a.n.e. torna a predominar-hi l'elamita.
A part del seu ús per estats elamites, l'elamita (en escriptura cuneïforme) fou una de les llengües oficials de l'imperi aquemènida; per exemple, és una de les tres llengües de la inscripció de Behistun.
Sembla que l'elamita deixà d'escriure's cap al segle iii aC; l'arameu el substituí com a llengua de l'administració.
Com a llengua parlada, l'elamita fou substituït gradualment per llengües iràniques, almenys en bona part del domini, tot i que potser sobrevisqué durant segles al centre neuràlgic d'Elam, més o menys coincident amb el Khuzestan actual: textos àrabs del segle X n.e. afirmen que al Khuzestan es parlava una llengua que no era el persa, ni l'àrab ni l'hebreu, en el que podria ésser la darrera atestació de l'elamita.